# Blesa (kommunhuvudort)
Blesa är en kommunhuvudort i Spanien.   Den ligger i provinsen Provincia de Teruel och regionen Aragonien, i den östra delen av landet, 250 km öster om huvudstaden Madrid. Blesa ligger 778 meter över havet och antalet invånare är 144.
Terrängen runt Blesa är platt österut, men västerut är den kuperad.  Trakten runt Blesa är nära nog obefolkad, med mindre än två invånare per kvadratkilometer. Närmaste större samhälle är Muniesa, 6,5 km öster om Blesa. Omgivningarna runt Blesa är i huvudsak ett öppet busklandskap.